# Josep Lluís i Cortés
Josep Lluís i Cortés (Badalona, Barcelonès, 13 de desembre de 1937 - Badalona, Barcelonès, 4 d'octubre de 2018) fou un jugador i entrenador de bàsquet català de les dècades del 1950 i 1960. Es va casar amb Maria Gol, filla de Pere Gol i Teixidor promotor del bàsquet a Catalunya. La seva filla, Maria Lluís Gol, és una de les vicepresidentes de la Federació Catalana de Bàsquet.

## Història
Jugava a la posició de base. Vinculat, principalment a dos club de la seva ciutat natal, el Círcol Catòlic i el Club Joventut de Badalona va jugar 13 anys en la màxima categoria del bàsquet espanyol, on també defensà els colors del Orillo Verde de Sabadell i del Reial Madrid. Els seus màxims èxits com jugador els va assolir militant en el Reial Madrid amb el qual, en quatre temporades, va conquistar tres Lligues espanyoles, quatre Copes d'Espanya i fou dues vegades finalista de la Copa d'Europa. Posteriorment, al Club Joventut de Badalona guanyà una altra Lliga i Copa més. Va ser en aquest club que va jugar amb el seu cunyat Guifré Gol i Terradellas.
Va ser 118 vegades internacional amb la selecció espanyola absoluta, essent el primer jugador espanyol que va arribar als cent partits internacionals, guanyant la medalla de plata als Jocs del Mediterrani de 1959 i participant en els Jocs Olímpics de Roma 1960. Un cop retirat fou entrenador, tant pel que fa a clubs, com de selecció. L'any 1986 va convertir-se en president de l'Associació Catalana d'Entrenadors de Bàsquet. A més, va ser també vicepresident de la Federació Catalana de Bàsquet des de 1998, i vicepresident de l'Associació Espanyola d'Entrenadors de Bàsquet des de 1987.

## Carrera esportiva

### Com jugador
Es va formar a les categories inferiors del Círcol Catòlic de Badalona, on va ingressar l'any 1947. Va jugar a l'equip badaloní fins a l'any 1956, quan va fitxar per l'Orillo Verde. Després de dues temporades a l'equip sabadellenc se'n va anar a jugar al Reial Madrid, amb qui va guanyar tres Lligues, quatre Copes d'Espanya i va ser dues vegades finalista de la Copa d'Europa. La temporada 1962-63 va tornar a Badalona, aquest cop per jugar amb el Joventut, amb qui va guanyar una Copa i la primera lliga de la història del club. Es va retirar com a jugador en acabar la temporada 1968-69.

### Com entrenador
- Círcol Catòlic de Badalona: 2 temporades
- Club Joventut de Badalona: 7 temporades
- RCD Espanyol: 1 temporada com entrenador i 2 com a director general esportiu
- CN Sabadell: 4 temporades Director General
- Selecció espanyola femenina: 2 anys entrenador
- Selecció espanyola masculina: 20 anys segon entrenador
- Selecció espanyola universitària: quatre vegades seleccionador

## Títols

### Com jugador
- 4 Lligues espanyoles: 3 amb el Reial Madrid i 1 amb el Joventut[4]
- 5 Copes d'Espanya: 4 amb el Reial Madrid i 1 amb el Joventut[4]
- 4 Campionats de Catalunya de bàsquet (Trofeu Joan Antoni Samaranch)
- 2 vegades subcampió de la Copa d'Europa, amb el Reial Madrid
- Medalla de plata en els Jocs del Mediterrani de 1959[4]
- Millor jugador de la Lliga espanyola de l'any 1957[4]

### Com entrenador
- Medalla de plata als Jocs Olímpics de Los Angeles 1984[5]
- 2 medalles de plata als Campionats d'Europa de Barcelona 1973 i Nantes 1983[5]
- Medalla de bronze al Campionat d'Europa de Roma 1991[5][6]

### Altres guardons
- 4 medalles de plata al mèrit esportiu, del Consell Superior d'Esports d'Espanya
- Medalla de plata al Mèrit esportiu de la Ciutat de Badalona
- Medalla de plata al Mèrit esportiu de la Diputació de Barcelona
- Medalla de plata al Mèrit esportiu de la Federació Espanyola de Bàsquet
- Medalla de plata al Mèrit esportiu de la Federació Catalana de Bàsquet
- Insígnia d'or i brillants de la Federació Espanyola de Bàsquet[4]
- Insígnia d'or i brillants de la Federació Catalana de Bàsquet[4]
- Insígnia d'or i brillants del Reial Madrid
- Insígnia d'or i brillants del Club Joventut de Badalona
- Insígnia d'or del Club Bàsquet Olesa
- Insígnia d'or del Club La Salle Maó
- Insígnia d'or de l'Associació de Clubs de Bàsquet
- Medalla Olímpica de l'Ajuntament de Barcelona
- Agulla de corbata d'or i brillants de la FIBA
- Agulla de corbata d'or i brillants del Club Joventut de Badalona
- Agulla de corbata d'or i brillants de la Federació Espanyola de Bàsquet
- Premi Raimundo Saporta 2003 a la dedicació al bàsquet de l'Associació Espanyola d'Entrenadors de Bàsquet